# Karbonylsulfid
Karbonylsulfid (také sulfid karbonylu) je za běžných podmínek bezbarvý, hořlavý, nepříjemně páchnoucí plyn složený z lineárně uspořádaných atomů síry, uhlíku a kyslíku. Jeho molekula je podobná molekule oxidu uhličitého, pouze jeden atom kyslíku je nahrazen atomem síry.

## Výskyt
Karbonylsulfid je nejhojnější sloučeninou síry přirozeně přítomnou v atmosféře, v koncentraci přibližně 0.5±0.05 ppb, protože se uvolňuje z oceánů, sopek a hlubokomořských vývěrů. Představuje významnou složku globálního cyklu síry.
Karbonylsulfid je z atmosféry odstraňován vegetací prostřednictvím enzymů podílejících se na příjmu oxidu uhličitého během fotosyntézy a také hydrolýzou v mořské vodě.
Mezi největší antropogenní zdroje emisí karbonylsulfidu patří jeho použití jako meziproduktu v chemickém průmyslu a vedlejší produkt při výrobě sirouhlíku. Dále se uvolňuje z automobilů a při opotřebování pneumatik, z uhelných elektráren, koksoven, spalování biomasy, zpracování ryb, spalování odpadu a plastů, výroby ropných produktů, syntetických vláken, škrobu a pryže. Celkové celosvětové emise karbonylsulfidu do atmosféry se odhadují na asi 3 miliony tun ročně, přičemž méně než třetina pochází z lidské činnosti.
Karbonylsulfid se přirozeně vyskytuje i v potravinách, například v sýrech nebo zpracované zelenině. Stopy karbonylsulfidu jsou rovněž přítomny v obilovinách a semenech v množství 0,05–0,1 mg/kg.
Karbonylsulfid byl pozorován také v mezihvězdném prostoru, v kometě 67P a v atmosféře Venuše, kde je vzhledem k obtížnosti jeho anorganické tvorby považován za možný indikátor života.

## Příprava
Karbonylsulfid byl poprvé popsán v roce 1841, ale byl zřejmě chybně identifikován jako směs oxidu uhličitého a sulfanu. Carl von Than látku poprvé správně charakterizoval v roce 1867. Karbonylsulfid vzniká reakcí oxidu uhelnatého s roztavenou sírou:
8 CO + S8 → 8 COS
Tato reakce je reverzibilní při teplotách nad 930 °C.
V laboratoři může být připraven reakcí thiokyanatanu draselného s kyselinou sírovou:
KSCN + 2 H2SO4 + H2O → KHSO4 + NH4HSO4 + COS
Výsledný plyn obsahuje značné množství vedlejších produktů a vyžaduje purifikaci.
Hydrolýza izothiokyanátů v roztoku kyseliny chlorovodíkové rovněž poskytuje karbonylsulfid.

## Reaktivita
Karbonylsulfid je meziproduktem při výrobě thiokarbamátových herbicidů.
Hydrolýza karbonylsulfidu probíhá na katalyzátorech na bázi chromu:
COS + H2O → CO2 + H2S

## Toxicita
Karbonylsulfid má zápach zkažených vajec, typický pro sloučeniny síry, ačkoliv některé zdroje uvádějí, že tento zápach pochází spíše z nečistot než z čisté látky samotné. Prahová hodnota detekovatelnosti zápachu se odhaduje na 135 μg/m3.
Vysoké koncentrace (nad 1000 ppm) mohou způsobit náhlý kolaps, křeče a smrt v důsledku respirační paralýzy. Byly zaznamenány také případy úmrtí bez zjevného podráždění nebo varovného zápachu. V testech na krysách uhynulo 50 % zvířat při expozici 1400 ppm po dobu 90 minut nebo při 3000 ppm po dobu 9 minut. Studie na laboratorních zvířatech také naznačují, že dlouhodobá inhalace nízkých koncentrací (kolem 50 ppm po dobu až 12 týdnů) neovlivňuje plíce ani srdce.
Karbonylsulfid je potenciální alternativní fumigant k brommethanu a fosfanu. V některých případech však mohou zbytky na obilovinách způsobit nežádoucí chuť, například u ječmene určeného pro pivovarnictví.